# Одіково
О́діково (рос. Одиково, чув. Отиккӑвӑ) — присілок у складі Вурнарського району Чувашії, Росія. Входить до складу Єршипосинського сільського поселення.
Населення — 389 осіб (2010; 469 у 2002).
Національний склад:
- чуваші — 99 %